# 北海道南幌高等学校
北海道南幌高等学校（ほっかいどうなんぽろこうとうがっこう、Hokkaido Nanporo High School）は、かつて北海道空知郡南幌町にあった公立（道立）の高等学校である。

## 沿革
- 1958年 - 北海道幌向高等学校として開校
- 1963年 - 北海道南幌（みなみほろ）高等学校と改称
- 1968年 - 町名変更により北海道南幌（なんぽろ）高等学校と改称
- 1978年 - 道立に移管
- 2021年3月 - 新入生募集停止[1]
- 2023年 - 閉校

## 部活動
- バドミントン部
- 卓球部
- 軽音楽部